# SN 2006ip
SN 2006ip – supernowa typu Ib/c odkryta 21 września 2006 roku w galaktyce A234831-0208. W momencie odkrycia miała maksymalną jasność 18,60m.